# Manhattan SC
El Manhattan SC es un equipo de fútbol de Estados Unidos que juega en la USL League Two, la cuarta división de fútbol en el país.

## Historia
Fue fundado en diciembre de 2018 en la ciudad de Riverdale, New York como el equipo representante de la academia de fútbol del mismo nombre, la cual fue creada en 1997 y que actualmente cuenta con más de 80 equipo repartidos en Nueva York con más de 1500 jugadores entre los 3 y los 23 años luego de que iniciara su proceso de expansión a inicios del siglo XXI.
Fue uno de los equipos fundadores de la USL League Two para la temporada 2019, en donde terminó en tercer lugar de su división, eliminado de los playoff.

## Temporadas
| Año  | División | Liga           | Temporada Regular | Playoffs     | US Open Cup  |
| ---- | -------- | -------------- | ----------------- | ------------ | ------------ |
| 2019 | 4        | USL League Two | 3.º, Northeast    | No clasificó | No participó |